# Thien Hau Temple (Los Angeles)

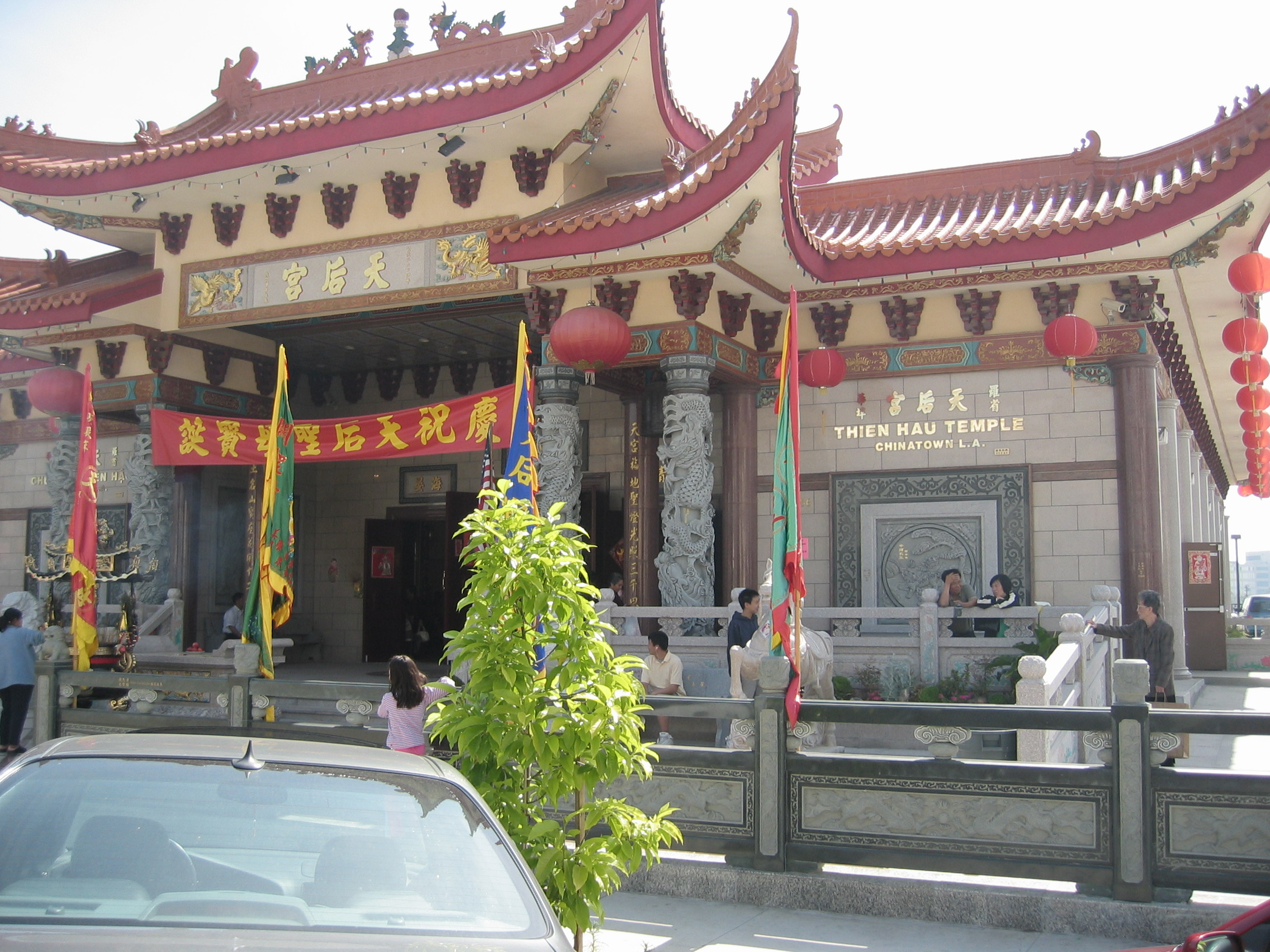
Thien Hau Temple

Thien Hau Temple (Los Angeles) is een taoïstische tempel en Chinese tempel in Chinatown, Los Angeles, Amerika. De Chinese naam luidt "天后宫" en de Vietnamese naam is "Chùa Bà Thiên Hậu".De tempel is gebouwd door Chinese Vietnamezen die in de jaren zeventig van de twintigste eeuw vanuit Cà Mau (provincie) naar Amerika zijn gevlucht voor het anti-Chinese geweld van de autochtone Vietnamezen. De tempel is ook belangrijk voor autochtone Vietnamezen, Chinese Thai en Chinese Amerikanen. De tempel heeft altaren van Guan Yu, Tudi Gong, Tianhou, Ksitigarbha en Guanyin. Het hoofdaltaar is van Tianhou, omdat de tempel aan haar gewijd is.
Sinds 2005 heeft de tempel een nieuw gebouw. Het oude gebouw van de tempel was oorspronkelijk een christelijke kerk.
De tempel is verbonden met de Chinees-Vietnamese vereniging Camau Association of America.
Tijdens Chinees nieuwjaar komen zeer veel gelovigen naar de tempel om te bidden voor een goed jaar.